# Tramwaje w Copiapó
Tramwaje w Copiapó − zlikwidowany system komunikacji tramwajowej w Copiapó w Chile.

## Historia
Tramwaje konne w Copiapó uruchomiono w 1890. Linia połączyła dworzec kolejowy z Plaza Prat. Przewoźnikiem na linii była spółka Ferrocarril Urbano de Copiapó. Sieć tramwajowa liczyła 5 km, a rozstaw szyn wynosił 1435 mm. W 1902 tramwajami przewieziono ponad 112 tys. pasażerów. Sieć zamknięto prawdopodobnie około 1904. 